# Ga Anyang
Ga Anyang (Tiếng Hàn: 안양역, Hanja: 安養驛) là ga đường sắt trên Tuyến Gyeongbu ở Anyang-dong, Manan-gu, Anyang-si, Gyeonggi-do phục vụ một số chuyến tàu Mugunghwa và tất cả các chuyến tàu trên Tàu điện ngầm vùng thủ đô Seoul tuyến 1. Nhà ga được kết nối với lối đi trên tầng 2 của Enter Six, và có Đại học Daelim, Đại học Yeonseong, Đại học Anyang, Anyang 1-ga và chi nhánh E-Mart Anyang gần đó. Trong tương lai, khi Tuyến Wolgot–Pangyo (Tuyến Gyeonggang) khai trương, nó sẽ trở thành một ga trung chuyển.

## Lịch sử
Ga Anyang mở cửa như một điểm dừng trên Tuyến Gyeongbu, vẫn còn cho đến ngày nay, vào ngày 1 tháng 1 năm 1905. Vào ngày 15 tháng 8 năm 1974, các dịch vụ trên Tàu điện ngầm Seoul bắt đầu dừng ở Anyang. Tòa nhà ga hiện tại được hoàn thành vào tháng 12 năm 2001, và ba năm sau, vào ngày 20 tháng 1 năm 2005, dịch vụ tàu điện ngầm tốc hành từ Seoul đến Suwon bắt đầu dừng tại ga Anyang.

## Bố trí ga
| ↑ Gwanak | ↑ Gwanak | ↑ Yeongdeungpo | ↑ Yeongdeungpo | ↑ Yeongdeungpo | ↑ Yeongdeungpo |             |             |
|          | １       | ２             |                |                | ３             | ４          |             |
|          |          | Suwon ↓        | Suwon ↓        | Suwon ↓        | Suwon ↓        | Myeonghak ↓ | Myeonghak ↓ |

| 1 | ●Tuyến 1                                                   | Tàu thường·Tốc hành A | ← Hướng đi Seoul · Cheongnyangni · Đại học Kwangwoon     |
| 2 | ●Tuyến 1                                                   | Tốc hành B            | ← Hướng đi Văn phòng Geumcheon-gu · Yeongdeungpo · Seoul |
| 2 | Tuyến Gyeongbu · Tuyến Honam Tuyến Jeolla · Tuyến Janghang | Mungunghwa-ho         | ← Hướng đi Yeongdeungpo · Yongsan · Seoul                |
| 3 | ●Tuyến 1                                                   | Tốc hành B            | → Hướng đi Suwon · Pyeongtaek · Cheonan →                |
| 3 | Tuyến Gyeongbu                                             | Mungunghwa-ho         | → Hướng đi Daejeon · Dongdaegu · Busan →                 |
| 3 | Tuyến Honam                                                | Mungunghwa-ho         | → Hướng đi Seodaejeon · Gwangju · Mokpo →                |
| 3 | Tuyến Jeolla                                               | Mungunghwa-ho         | → Hướng đi Seodaejeon · Jeonju · Yeosu–EXPO →            |
| 3 | Tuyến Janghang                                             | Mungunghwa-ho         | → Hướng đi Asan · Hongseong · Iksan →                    |
| 4 | ●Tuyến 1                                                   | Tàu thường·Tốc hành A | → Hướng đi Seodongtan · Cheonan · Sinchang →             |

## Dịch vụ
Chuyến tàu đầu tiên trong ngày vào các ngày trong tuần (không bao gồm các ngày lễ quốc gia) chạy lúc 5h31 sáng hướng bắc và 5h17 sáng chiều đi nam, trong khi chuyến cuối cùng chạy lúc 12h12 chiều hướng bắc và 12h02 chiều chiều hướng nam. Các chuyến tàu đi về hướng Bắc có nhiều điểm đến khác nhau. Một số kết thúc tại Guro, một số tại Dongmyo, số khác tại Cheongnyangni, trong khi một số tiếp tục đến Đại học Kwangwoon. Tuy nhiên, không có con đường nào tiếp tục đi ra ngoài Đại học Kwangwoon, vì vậy nếu bắt buộc phải đi xa hơn thì cần phải đổi tàu. Một số chuyến tàu đi về phía nam kết thúc tại Byeongjeom, trong khi số còn lại tiếp tục đến Cheonan.

## Lối ra
- Lối ra 1: Trường tiểu học Manan
- Lối ra 2: Trường trung học Yangmyeong, Daewoo APT